# Bahnhof Bruxelles-Central/Brussel-Centraal
Der Bahnhof Brüssel-Central (französisch gare de Bruxelles-Central, niederländisch station Brussel-Centraal) ist der zentrale unterirdische Bahnhof der Stadt Brüssel in Belgien. Mit täglich etwa 75.000 einsteigenden Fahrgästen ist er der meistfrequentierte Bahnhof Belgiens; doch hat er nur sechs Gleise: drei in jede Richtung. Die Hochgeschwindigkeitszüge fahren durch und halten lediglich an dem Bahnhof Brüssel Süd (ICE auch in Brüssel Nord). Auch die Nightjet-Züge von und nach Wien und Berlin fahren durch.

## Lage
Der Bahnhof liegt im Osten des Stadtzentrums an der hier unterirdischen Nord-Süd-Verbindungsbahn, die den Nordbahnhof mit dem Südbahnhof verbindet. Die sechsgleisige Bahnstrecke wird durch drei Inselbahnsteige erschlossen.
Das Bahnhofsgebäude befindet sich zwischen den Straßen Boulevard de l’Impératrice/Keizerinlaan, Rue de l’Infante Isabelle/Infante Isabellastraat, Kantersteen und Rue de la Putterie/Putterij. Da das Gelände Richtung Osten ansteigt, ist der Westeingang zur Bahnhofshalle ebenerdig, während man von der Ostseite kommend über eine Treppe nach unten steigen muss. Die Gleise befinden sich zwei Stockwerke unter der Bahnhofshalle. Man gelangt von der Bahnhofshalle über eine breite Treppe ins erste Untergeschoss, in dem kleine Geschäfte und Warteräume angeordnet sind. Von dort führen Treppen auf die drei Bahnsteige.
Mit dem Bahnhof verbunden ist die Station Gare Centrale/Centraal Station der Metro Brüssel, die unter dem Marché au bois/Houtmarkt liegt und von den Linien 1 und 5 bedient wird.

## Geschichte
Im Jahr 1901 wurde beschlossen, den Nord- und den Südbahnhof zu verbinden. Die Arbeiten an der Bahnstrecke begannen 1911, wurden aber bald unterbrochen. Erst nach dem Zweiten Weltkrieg wurden die Arbeiten wieder aufgenommen. Die Pläne des Bahnhofs stammen von Victor Horta, der jedoch 1947 verstarb. Beendet wurden die Bauarbeiten durch Maxime Brunfaut; die Eröffnung erfolgte am 4. Oktober 1952 durch König Baudouin I. Für den Empfang von Staatsgästen, die hier mit dem Zug ankamen, wurde ein besonderer Warte- und Empfangsbereich geschaffen.
Der Bahnhof wurde zwischen 2005 und Anfang 2009 renoviert.
Am 12. April 2006 erstachen polnische Jugendliche im Bahnhof bei einem international Aufsehen erregenden Raubmord den 17-jährigen Joe Van Holsbeeck.
Am 20. Juni 2017 ereignete sich ein Sprengstoffanschlag im Bahnhof, der jedoch keine Opfer forderte. Der Attentäter wurde erschossen.

## Galerie

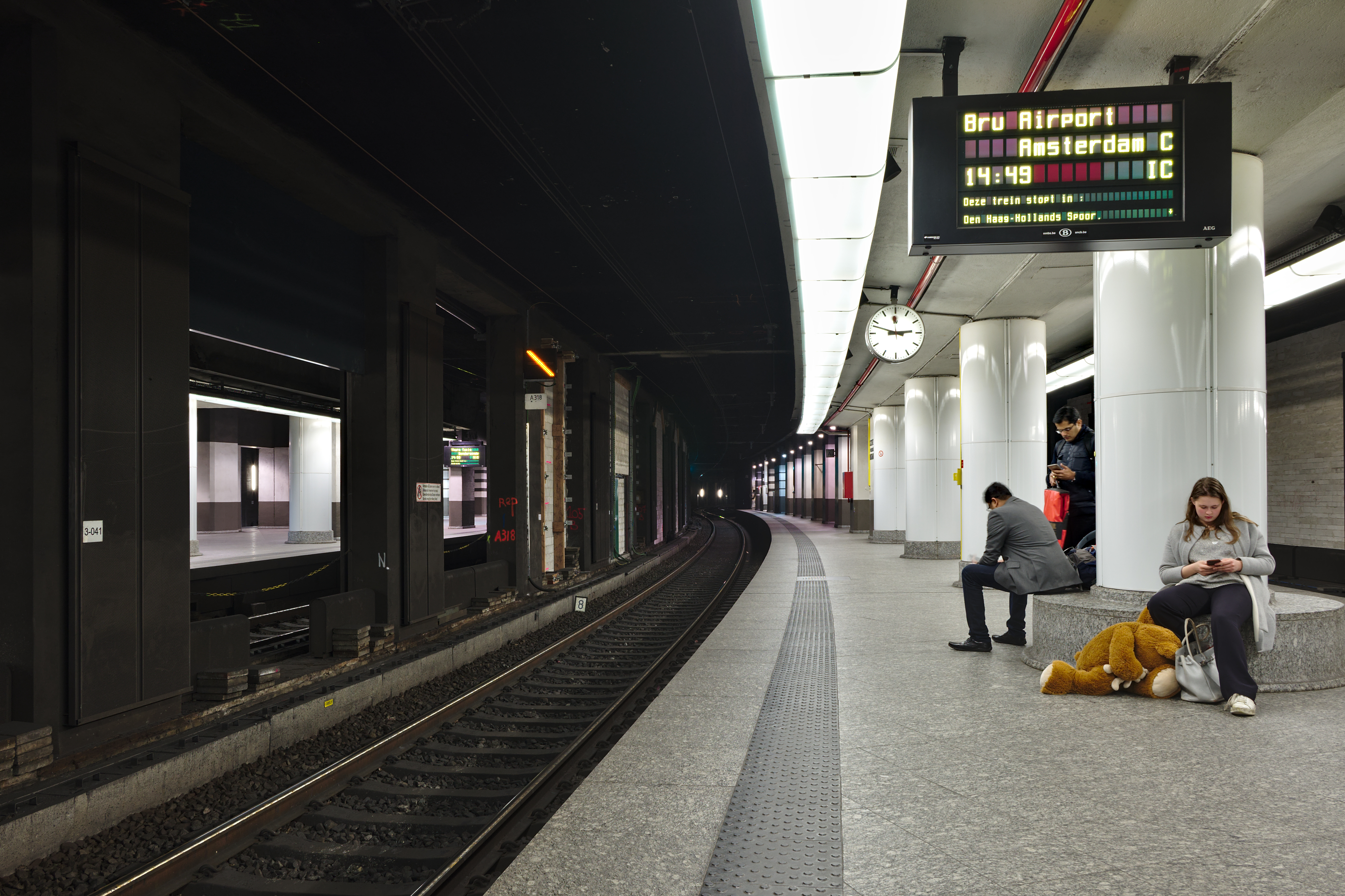
Modernisierte Bahnsteige
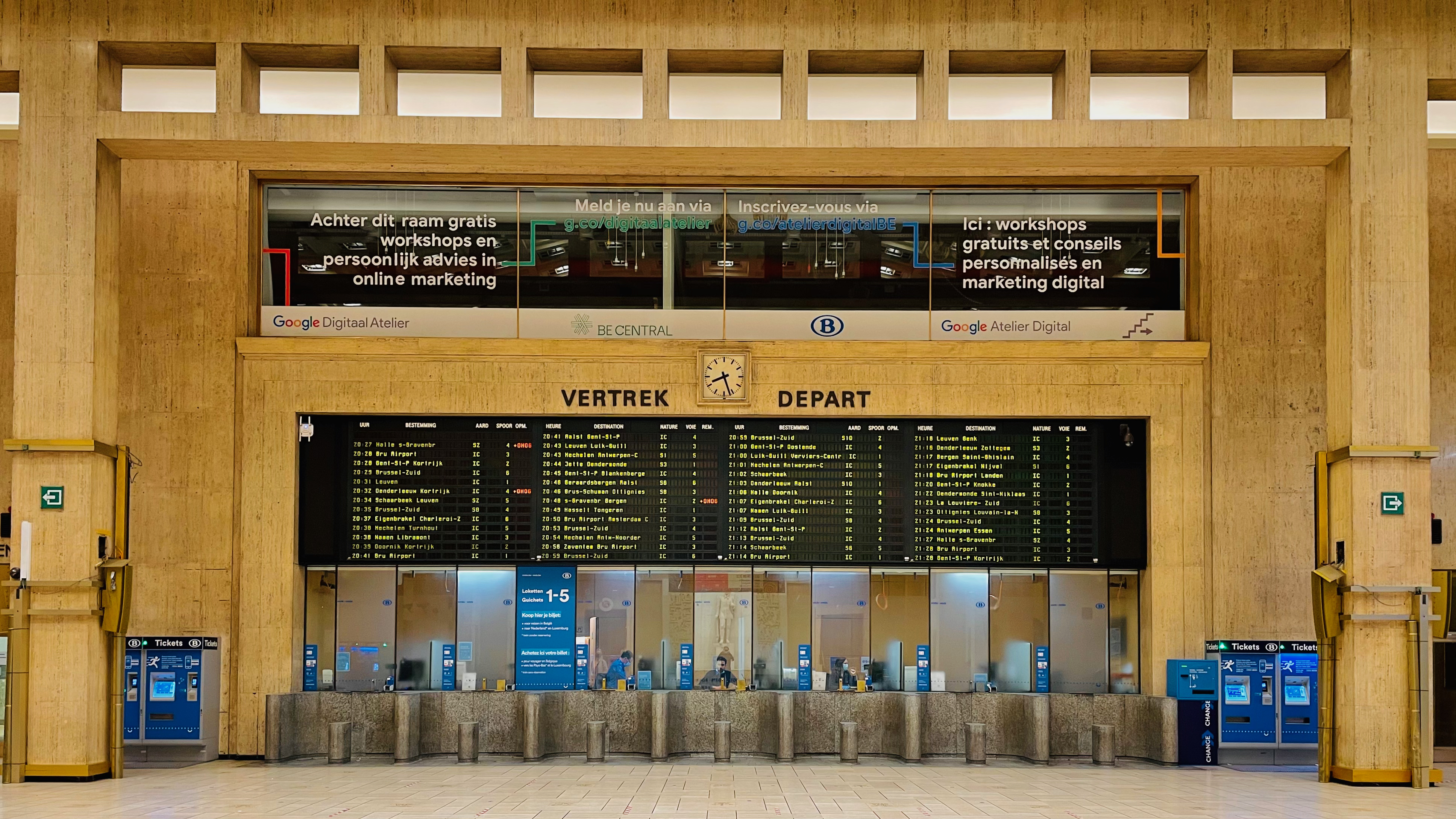
Empfangshalle des Bahnhofs
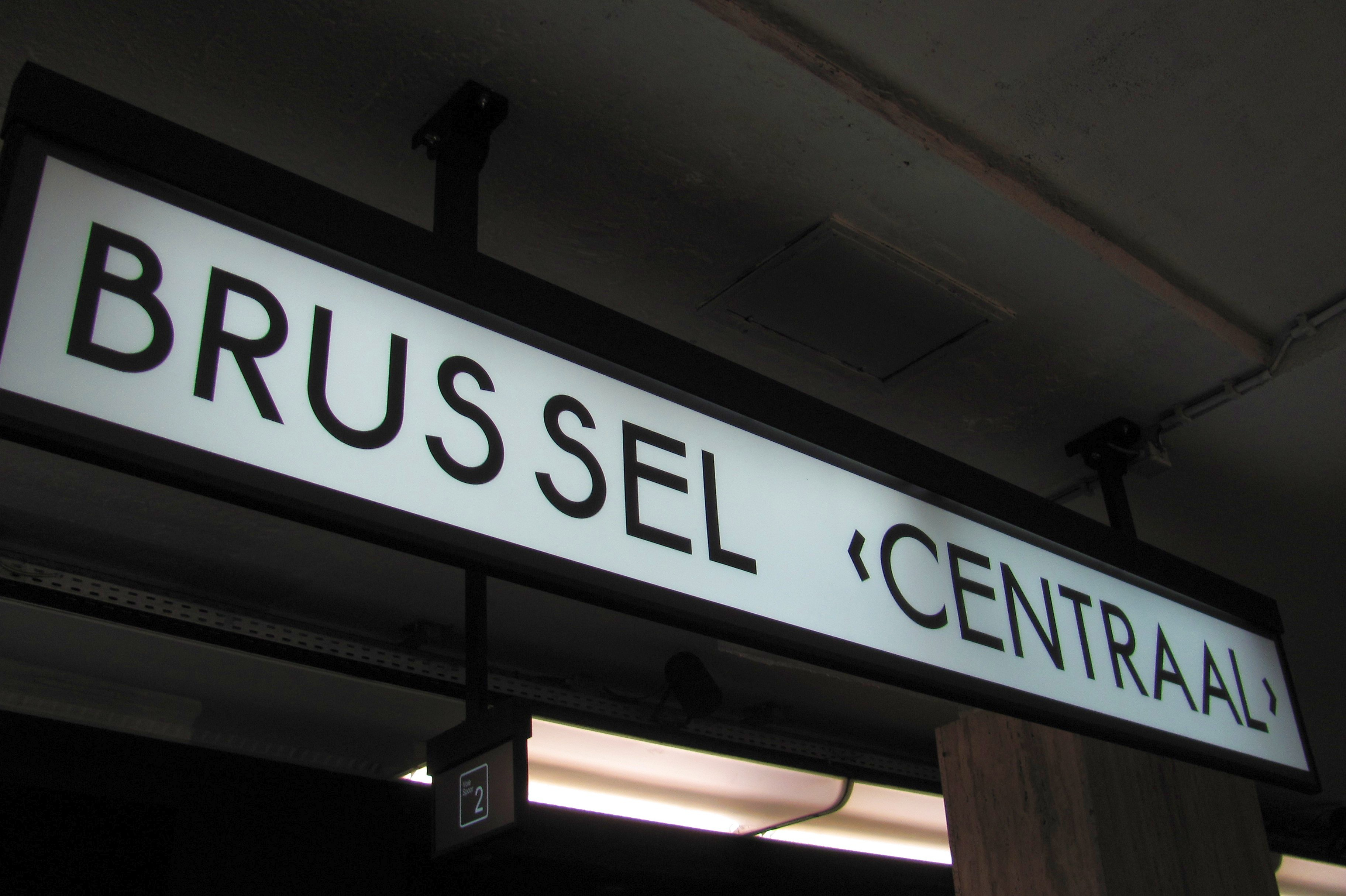
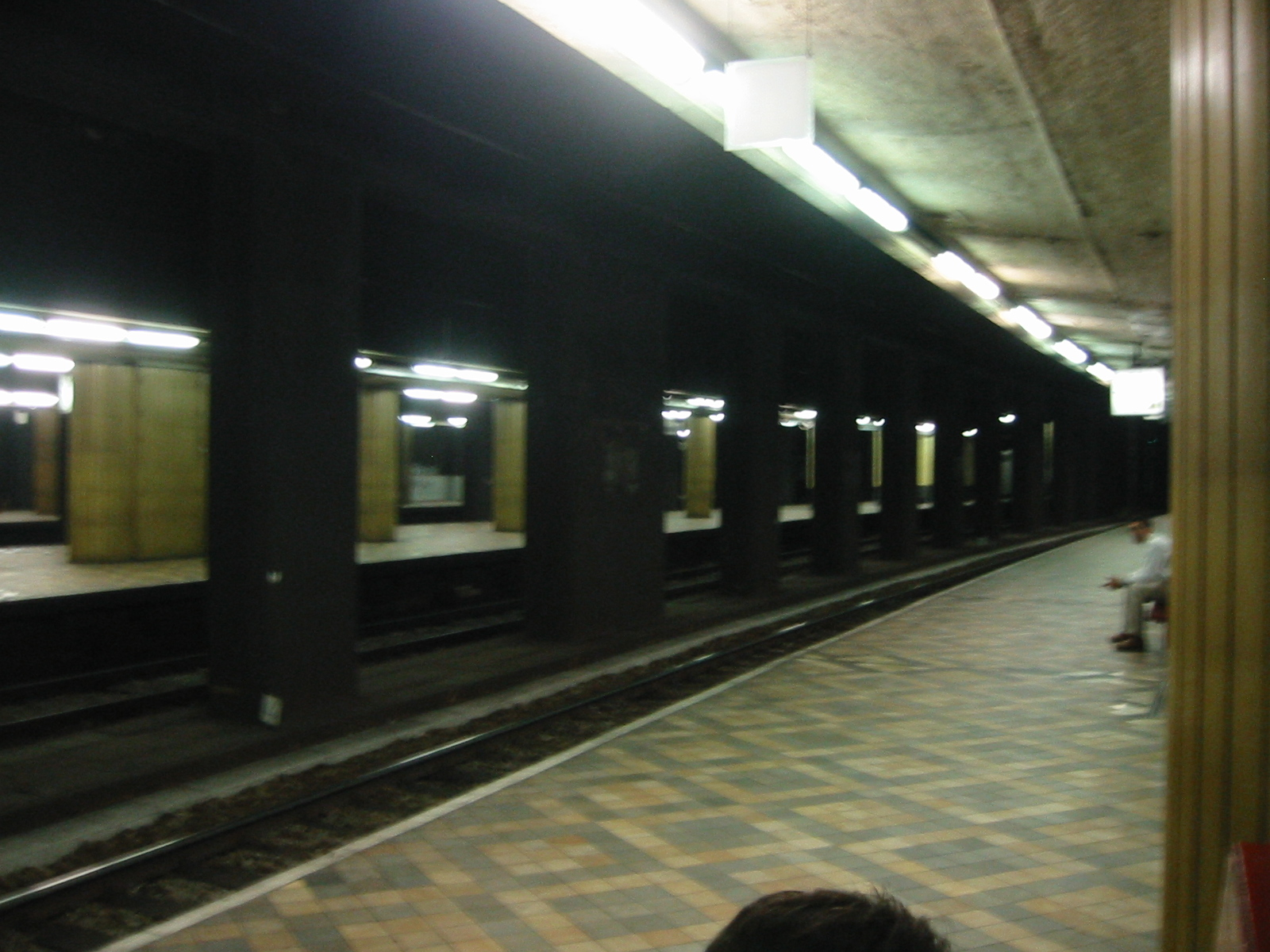
Bahnsteige vor der Modernisierung

## Verkehr
Stand: Fahrplanperiode 10. Dezember 2017 bis 8. Dezember 2018
| Linie | Verlauf | Takt Mo–Fr                                        | Takt Sa, So                                                                            |
| ----- | --- | ------------------------------------------------- | -------------------------------------------------------------------------------------- |
| IC 01 | Eupen – Welkenraedt – Verviers-Central – Liège-Guillemins – Leuven – Brüssel-Nord – Brüssel-Central – Brüssel-Süd – Gent-Sint-Pieters – Brugge – Oostende                                            | 60 min                                            | 60 min                                                                                 |
| IC 03 | Genk – Landen – Leuven – Brüssel-Nord – Brüssel-Central – Brüssel-Süd – Gent-Sint-Pieters – Brugge – Blankenberge                                                                                    | 60 min                                            | 60 min                                                                                 |
| IC 05 | Charleroi-Sud – Nivelles – Brüssel-Süd – Brüssel-Central – Brüssel-Nord – Mechelen – Antwerpen-Berchem – Antwerpen-Centraal – Antwerpen-Luchtbal – Essen                                             | 60 min                                            | –                                                                                      |
| IC 06 | Flughafen Brüssel-Zaventem – Brüssel-Nord – Brüssel-Central – Brüssel-Süd – Halle – Edingen – Tournai                                                                                                | 60 min                                            | 60 min                                                                                 |
| IC 06 | Flughafen Brüssel-Zaventem – Brüssel-Nord – Brüssel-Central – Brüssel-Süd – Braine-le-Comte – Mons                                                                                                   | 60 min                                            | 60 min                                                                                 |
| IC 07 | Charleroi-Sud – Nivelles – Brüssel-Süd – Brüssel-Central – Brüssel-Nord – Mechelen – Antwerpen-Berchem – Antwerpen-Centraal – Antwerpen-Luchtbal – Antwerpen-Noorderdokken                           | 60 min                                            | –                                                                                      |
| IC 11 | Binche – La Louvière – Braine-le-Comte – Brüssel-Süd – Brüssel-Central – Brüssel-Nord – Mechelen – Lier – Herentals – Turnhout                                                                       | 60 min                                            | –                                                                                      |
| IC 12 | Kortrijk – Gent-Sint-Pieters – Brüssel-Süd – Brüssel-Central – Brüssel-Nord – Leuven – Liège-Guillemins – Verviers-Central – Welkenraedt                                                             | 60 min                                            | –                                                                                      |
| IC 14 | Quiévrain – Mons – Braine-le-Comte – Brüssel-Süd – Brüssel-Central – Brüssel-Nord – Leuven – Liège-Guillemins                                                                                        | 60 min                                            | –                                                                                      |
| IC 16 | Brüssel-Süd – Brüssel-Central – Brüssel-Nord – Brüssel-Schuman – Brüssel-Luxemburg – Ottignies – Namur – Arlon – Luxemburg                                                                           | 60 min                                            | 60 min                                                                                 |
| IC 17 | (Flughafen Brüssel-Zaventem – oder Brüssel-Süd –) Brüssel-Schuman – Brüssel-Luxemburg – Ottignies – Namur – Dinant                                                                                   | 60 min Flughafen Brü. – Dinant                    | 60 min Brüssel-Süd – Dinant                                                            |
| IC 18 | Liège-Saint-Lambert – Liège-Guillemins – Huy – Namur – Ottignies – Brüssel-Luxemburg – Brüssel-Schuman – Brüssel-Nord – Brüssel-Central – Brüssel-Süd                                                | 60 min                                            | –                                                                                      |
| IC 20 | Gent-Sint-Pieters – Aalst – Brüssel-Süd – Brüssel-Central – Brüssel-Nord (– Aarschot – Hasselt – Tongern oder – Dendermonde – Lokeren)                                                               | 60 min Gent–Tongern                               | 60 min Gent–Lokeren                                                                    |
| IC 22 | Antwerpen-Centraal – Antwerpen-Berchem – Mechelen – Brüssel-Nord – Brüssel-Central – Brüssel-Süd (– Braine-le-Comte – La Louvière – Binche)                                                          | 60 min nur Antwerpen–Brüssel                      | 60 min Antwerpen–Binche                                                                |
| IC 23 | Oostende – Brugge – Kortrijk – Zottegem – Brüssel-Süd – Brüssel-Central – Brüssel-Nord – Flughafen Brüssel-Zaventem                                                                                  | 60 min                                            | 60 min                                                                                 |
| IC 23 | Knokke – Brugge – Gent-Sint-Pieters – Brüssel-Süd – Brüssel-Central – Brüssel-Nord – Flughafen Brüssel-Zaventem                                                                                      | 60 min                                            | 60 min                                                                                 |
| IC 26 | Kortrijk – Tournai – Edingen – Halle – Brüssel-Süd – Brüssel-Central – Brüssel-Nord – Dendermonde – Lokeren – Sint-Niklaas                                                                           | 60 min                                            | –                                                                                      |
| IC 29 | (De Panne – Lichtervelde –) Gent-Sint-Pieters – Aalst – Brüssel-Süd – Brüssel-Central – Brüssel-Nord – Flughafen Brüssel-Zaventem – Leuven (– Landen)                                                | 60 min nur Gent–Landen                            | 60 min De Panne–Leuven, jeder 2. Zug nach Landen                                       |
| IC 31 | Antwerpen-Centraal – Antwerpen-Berchem – Mechelen – Brüssel-Nord – Brüssel-Central – Brüssel-Süd (– Nivelles – Charleroi-Sud)                                                                        | 60 min nur Brüssel–Antwerpen                      | 60 min Antwerpen–Charleroi                                                             |
| IC 35 | Brüssel-Süd – Brüssel-Central – Brüssel-Nord – Flughafen Brüssel-Zaventem – Mechelen – Antwerpen-Berchem – Antwerpen-Centraal – Breda – Rotterdam Centraal – Flughafen Schiphol – Amsterdam Centraal | 60 min                                            | 60 min                                                                                 |
| S 1   | Antwerpen-Centraal – Antwerpen-Berchem – Mechelen – Schaerbeek/Schaarbeek – Brüssel-Nord – Brüssel-Central – Brüssel-Süd – Braine-l’Alleud – Nivelles                                                | 30 min Antwerpen–Nivelles                         | Sa: 30 min Antwerpen–Nivelles So: 2 × 60 min Antwerpen–Brü.-Süd und Brü.-Nord–Nivelles |
| S 2   | Leuven – Zaventem – Schaerbeek/Schaarbeek – Brüssel-Nord – Brüssel-Central – Brüssel-Süd – Braine-le-Comte                                                                                           | 30 min                                            | 60 min                                                                                 |
| S 3   | Dendermonde – Jette – Brüssel-Nord – Brüssel-Central – Brüssel-Süd – Denderleeuw – Zottegem | 60 min                                            | –                                                                                      |
| S 6   | Schaerbeek/Schaarbeek – Brüssel-Nord – Brüssel-Central – Brüssel-Süd – Halle – Edingen – Geraardsbergen – Denderleeuw (– Aalst)                                                                      | 60 min Scha/erbeek–Aalst                          | 60 min Scha/erbeek–D’leeuw                                                             |
| S 8   | Brüssel-Süd – Brüssel-Central – Brüssel-Nord – Brüssel-Schuman – Brüssel-Luxemburg – Ottignies (– Louvain-la-Neuve)                                                                                  | 30 min bis Ottignies, jeder 2. Zug nach Ottignies | 30 min nur Brüssel–Louvain-la-N.                                                       |
| S 10  | Dendermonde – Jette – Brüssel-West – Brüssel-Süd – Brüssel-Central – Brüssel-Nord – Jette – Denderleeuw – Aalst                                                                                      | 60 min                                            | 60 min                                                                                 |
| P     | verschiedene Verstärkerfahrten | HVZ                                               | –                                                                                      |
| ICT   | verschiedene Fahrten von/zu touristischen Orten | Touristensaison                                   | Touristensaison                                                                        |